# Atletica leggera ai Giochi della XXVI Olimpiade - 5000 metri piani femminili

Video della Finale

Video della Finale

I 5000 metri piani hanno fatto parte del programma femminile di atletica leggera ai Giochi della XXVI Olimpiade. La competizione si è svolta nei giorni 26-28 luglio 1996 allo Stadio Olimpico del Centenario di Atlanta.

## L'eccellenza mondiale
| Camp.ssa olimpica 1992 |          | Prima apparizione |            |
| Primatista mondiale    | 14'36"45 | Fernanda Ribeiro  | Solo 10000 |
| Camp.ssa mondiale 1995 | 14'46"47 | Sonia O'Sullivan  | Presente   |
| Primatista stagionale  | 14'41"07 | Fernanda Ribeiro  | Solo 10000 |

1. ↑  Record stabilito nel 1995.
2. ↑  Stabilito il 5 luglio.

## La gara
Sonia O'Sullivan, la grande favorita, vince agevolmente la sua batteria. Le altre serie sono appannaggio di Roberta Brunet e Pauline Konga. La forte rumena Gabriela Szabo è sorprendentemente eliminata.

In finale Sonia O'Sullivan, dopo un avvio gagliardo, è presa da dolori intestinali. Piano piano rallenta fino a finire lontano dalla testa. Avvilita, si ritira. La corsa continua ed alla testa si pongono la cinese Wang Junxia e la keniota Pauline Konga. Conducono la gara sempre in testa quando, a due giri dalla fine, la Wang lancia un allungo a cui la Konga non riesce a replicare. La cinese vince per distacco.
Roberta Brunet conquista un preziosissimo bronzo.
Wang Junxia conquista la prima medaglia d'oro per la Cina in una gara in pista.

## Risultati

### Turni eliminatori
| 3 Batterie | 26 luglio | 48 partenti    | Si qualificano le prime 4 + i 3 migliori tempi. |
| Finale     | 28 luglio | 15 concorrenti |                                                 |

### Finale
| Pos | Paese       | Atleta          | Tempo    |
| --- | ----------- | --------------- | -------- |
|     | Cina        | Wang Junxia     | 14'59"88 |
|     | Kenya       | Pauline Konga   | 15'03"49 |
|     | Italia      | Roberta Brunet  | 15'07"52 |
| 4   | Giappone    | Michiko Shimizu | 15'09"05 |
| 5   | Regno Unito | Paula Radcliffe | 15'13"11 |
| 6   | Russia      | Elena Romanova  | 15'14"09 |
| 7   | Romania     | Elena Fidatov   | 15'16"71 |
| 8   | Kenya       | Rose Cheruiyot  | 15'17"33 |